# Hogna bivittata
Hogna bivittata är en spindelart som först beskrevs av Cândido Firmino de Mello-Leitão 1939. 
Hogna bivittata ingår i släktet Hogna och familjen vargspindlar. Inga underarter finns listade i Catalogue of Life.